# サーヴァルカ
サーヴァルカ（ウクライナ語：Са́варка；意訳：「見張台」）は、ウクライナのキーウ州オブーヒウ地区にある村。ローシ川河岸に位置する。1700年に創建された。スキタイ人の墳丘墓（紀元前7世紀－6世紀）、大蛇の長城の跡、ルーシ人の集落跡（10世紀－13世紀）などがある。面積は約2.5km²（2005年）。人口は957人（2005年）。